# 別列斯托維察區
別列斯托維察區（羅馬化：Berestovitskiy rayon）是白俄羅斯西北部格羅德諾州的一個區，行政中心为大别列斯托维察，面積743.58平方公里，2009年人口18,017，人口密度每平方公里24.23人。